# Bombus genalis
Espèce
Bombus genalis est une espèce de bourdons du sous-genre Alpigenobombus.